# Microstylum whitei
Microstylum whitei là một loài ruồi trong họ Asilidae. Microstylum whitei được Brunetti miêu tả năm 1928. Loài này phân bố ở miền Ấn Độ - Mã Lai.